# 貝島百合野山荘
貝島百合野山荘（かいじまゆりのさんそう）は、福岡県宮若市にある旧貝島家の別荘。広大な庭園と邸宅があり、秋には紅葉が美しい。
旧貝島家は筑豊御三家の一つで炭鉱経営で莫大な財を成した。この屋敷は筑豊炭鉱の栄華を物語るもので市民運動家たちは重要文化財指定を目指し保存活動をしている。